# Les Chevaliers de la nuit
Les Chevaliers de la nuit (Knightwatch) est une série télévisée américaine en neuf épisodes de 46 minutes, diffusée du 11 novembre 1988 au 19 janvier 1989 sur le réseau ABC.
En France, la série a été diffusée en 1990 sur FR3. Rediffusion partielle du 27 août 1992 au 4 septembre 1992 sur FR3.

## Synopsis
La série s'inspire des Guardian Angels, une milice non armée anti-criminelle effectuant des patrouilles, et constituée de bénévoles. Au fil des épisodes, les "Knights of the City", composés en grande partie d'anciens membres de gang, aide les forces de l'ordre. Le groupe se réunit au sous-sol d'une église, et pratique les arts martiaux, et autres techniques de combat à mains nues. N'étant pas officiellement des policiers, ils ne peuvent utiliser d'armes à feu. La série est centrée sur le charismatique leader, Tony Maldonado (Benjamin Bratt).

## Distribution
- Benjamin Bratt : Tony Maldonado
- Don Franklin : Calvin Garvey
- Paris Vaughan : Leslie Chambers
- Joshua Cadman : Jason Snyder
- Ava Haddad : Casey Mitchell
- Calvin Levels : Mark « Burn » Johnson
- Samantha Mathis : Jacquline « Jake » Monroe
- Harley Jane Kozak : Barbara « Babs » Shepard

## Épisodes
1. Les Chevalers de la ville (Knights of the City)
2. Titre français inconnu (Friday Knight)
3. Titre français inconnu (Codes)
4. Titre français inconnu (Knight Before Christmas)
5. Titre français inconnu (Hard Day's Knight)
6. Repos Man Blues (Repo Man Blues)
7. Week-end perdu (Lost Weekend)
8. Titre français inconnu (Cops (Part 1))
9. Titre français inconnu (Cops (Part 2))